# Borg
För andra betydelser, se Borg (olika betydelser).

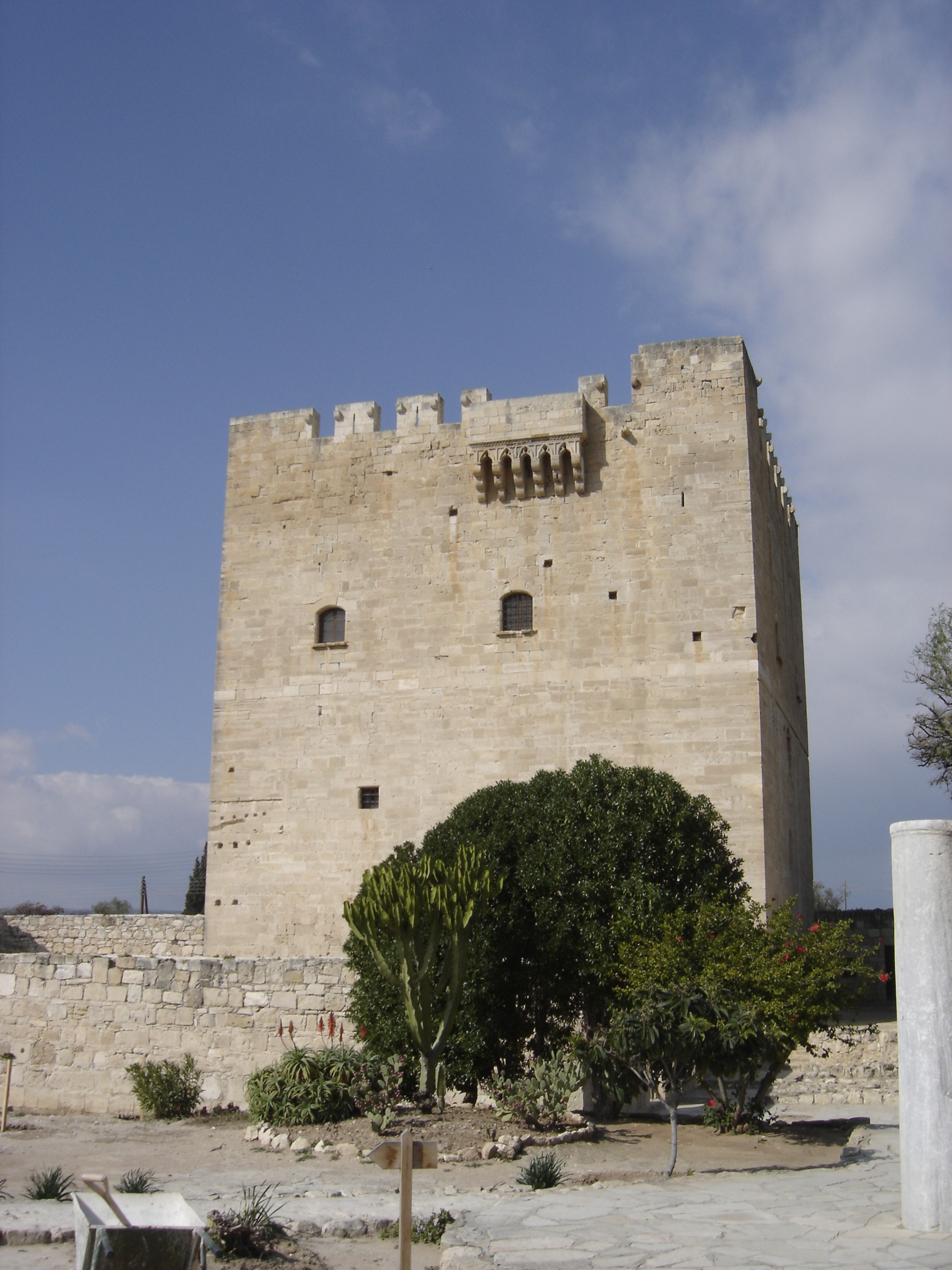
Kolossiborgen i Limassol på Cypern.

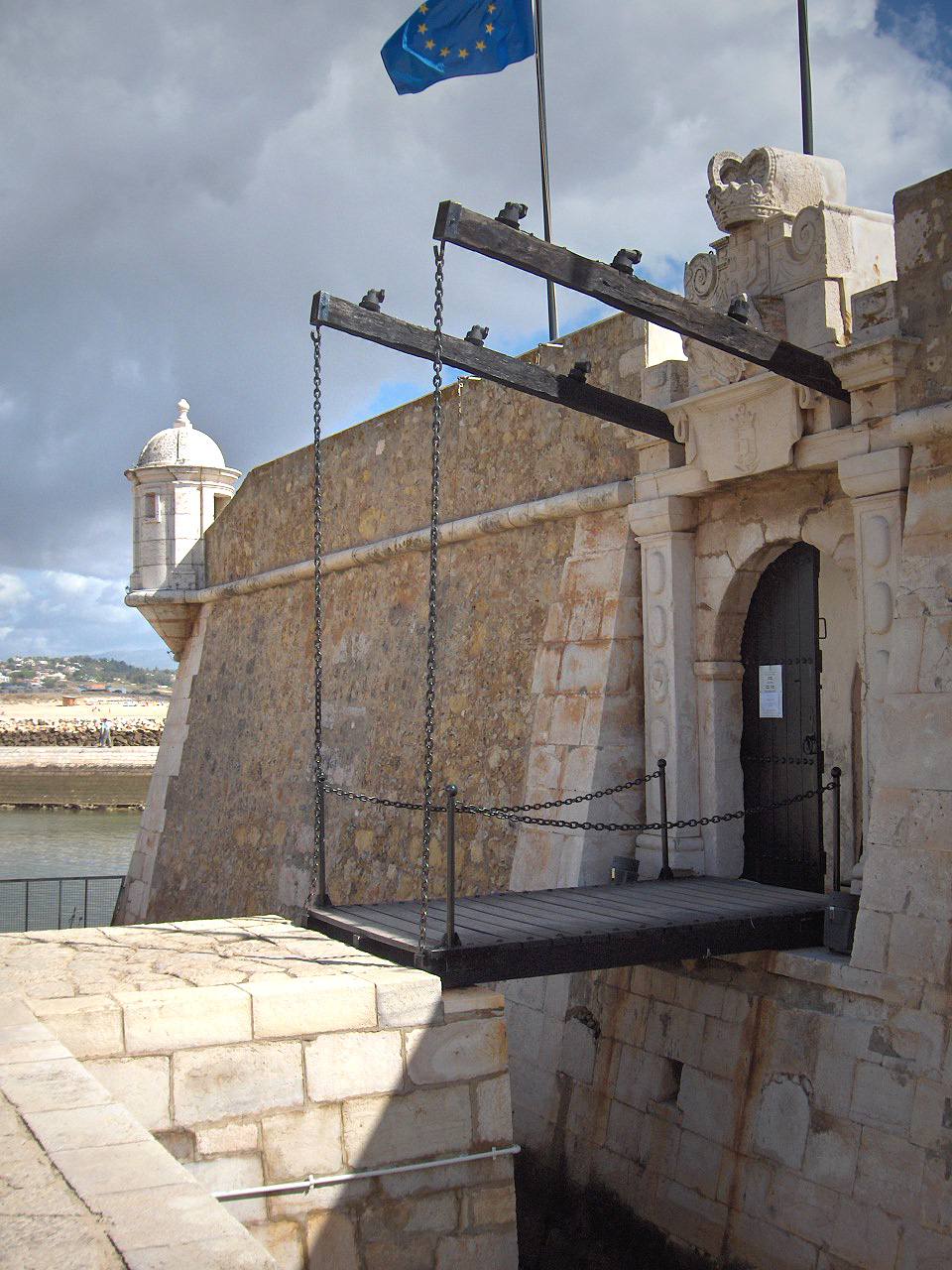
En borg har ofta en vindbrygga och vallgrav vilket syns här på Forte da Ponta da Bandeira i Lagos i Portugal.

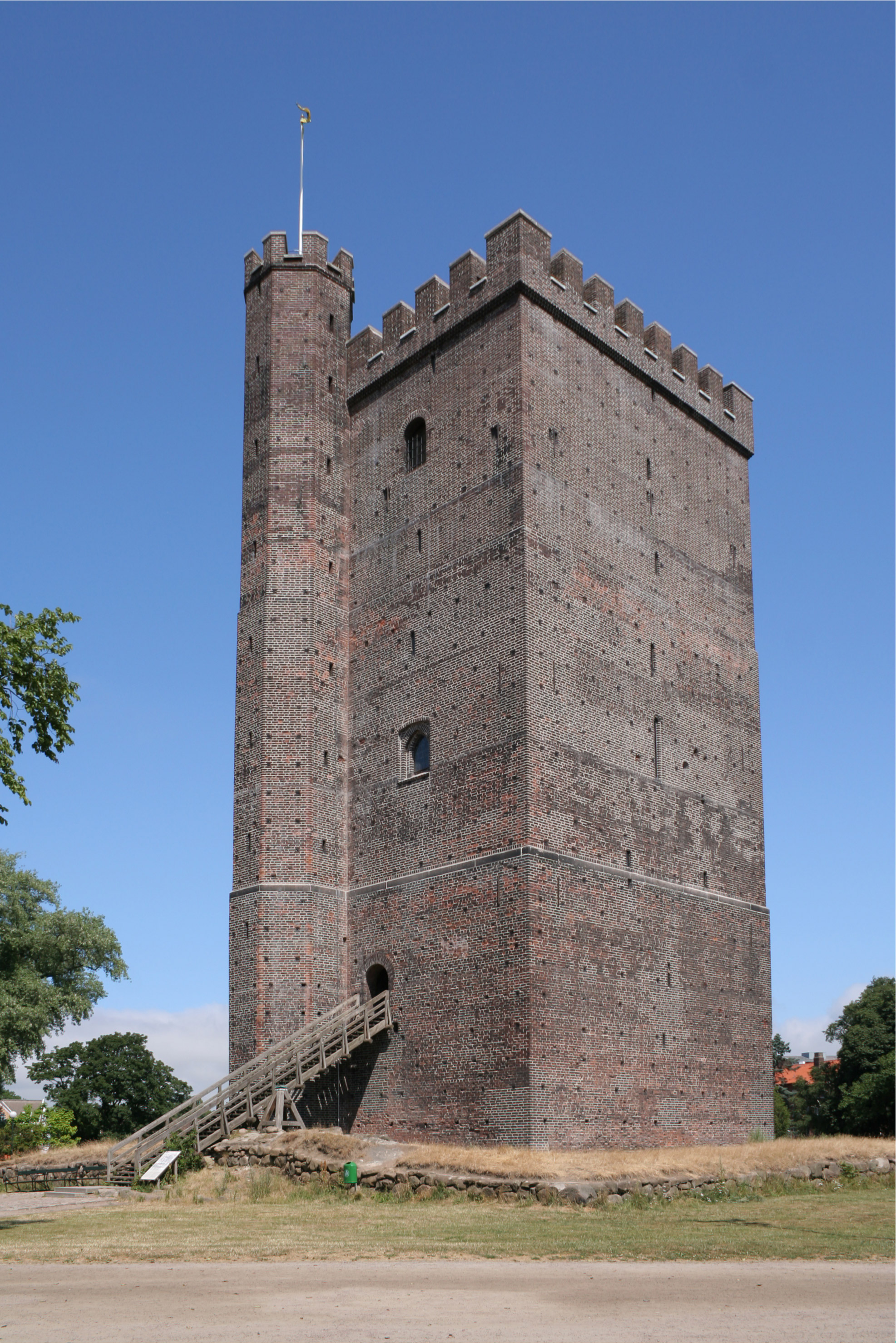
Kärnan i Helsingborg.

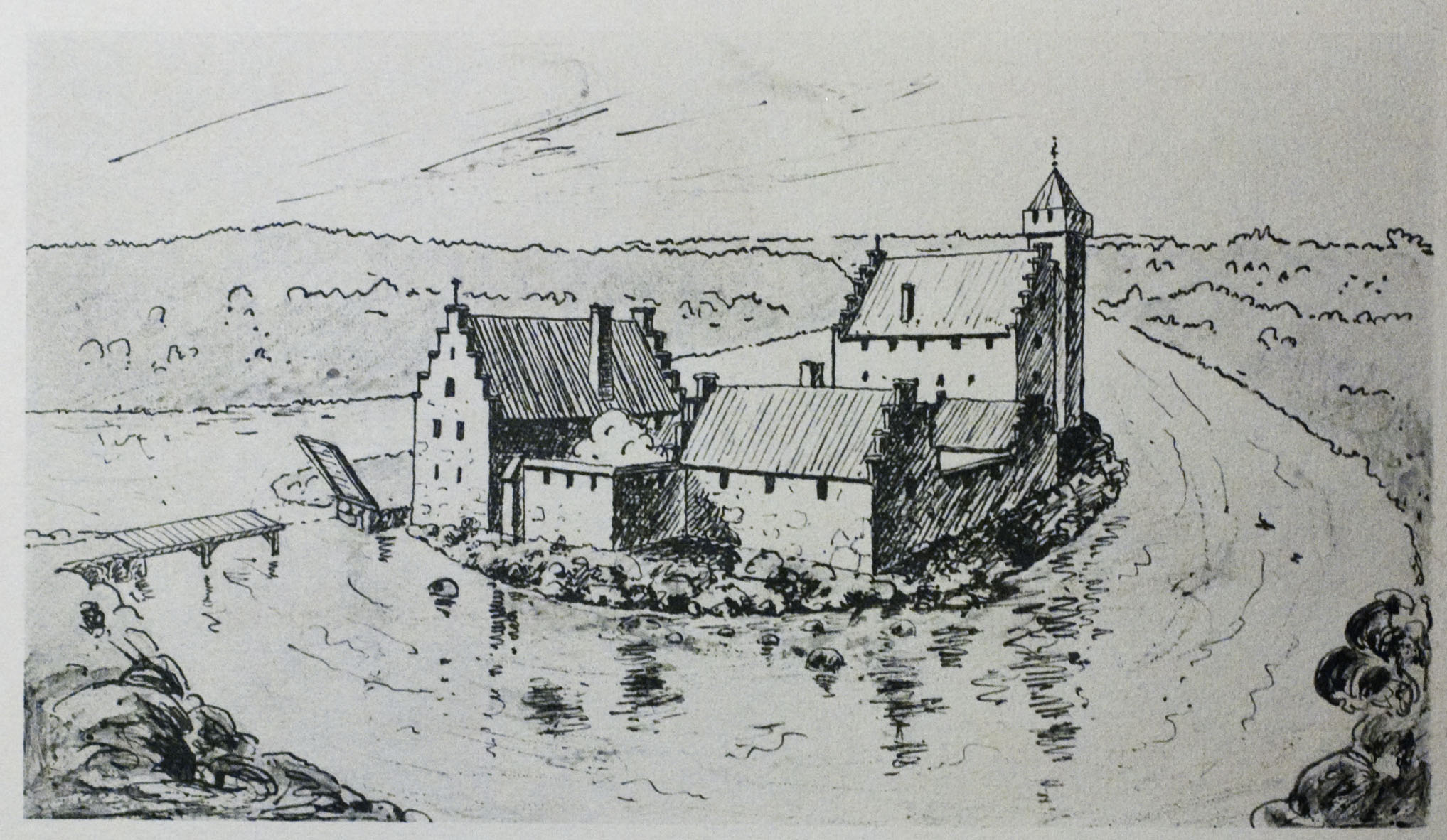
Bjärkaholm, strax norr om nuvarande Bjärka-Säby i Östergötland. Sven Brandels rekonstruktion, vy från nordost.

En borg är en befäst äldre byggnad, ibland med höga murar och ibland resta kring ett kärntorn. Med borg avses i synnerhet en medeltida anläggning. Förhistoriska anläggningar kallas som regel för fornborgar. De medeltida borgarna kunde vara byggda i flera steg där det första, ibland, var uppförandet av en kastal.
Riksantikvarieämbetets definition på begreppet borg är: "De befästa anläggningarna utgör områden som på en eller flera sidor avgränsas eller utmärks av anlagda murar, vallar, palissader, vallgravar eller kombinationer av dessa. Tillträde/ utträde och/eller insyn har varit begränsad och/eller kontrollerad." 
De svenska borgarna är i dag, med få undantag, ombyggda eller ruiner.
SAOB (1920) definierar borg sålunda: "En i äldre tid för försvar avsedd, befäst plats, fäste. I synnerhet om medeltida, med murar omgiven boningsplats för adlig eller furstlig familj; (fast) slott, "hus"." En medeltida borg i Norden utmärktes av att den både var en befäst anläggning och bostad eller residens för personer ur samhällets elit. Borgen utgjorde en maktsymbol och var ofta även ett administrativt centrum. Kungliga borgar förvaltades av en ståthållare eller en fogde. Även biskoparna förfogade över borgar.

## Etymologi
Ursprungligen betydde ordet "brant klipphöjd" (jämför ordet på isländska) och den betydelsen lever i dag kvar i ordet "landborg".
Ordet har också haft betydelsen stad, på isländska "stor stad", till exempel kallas huvudstad på isländska höfuðborg ("Reykjaviks stad" heter även Reykjavíkurborg). Jämför engelskans ord borough (en brittisk typ av kommun); och det svenska ordet borgmästare som är ett tyskt lånord i vilket borg (burg) betyder stad.

## Allmänt om olika borgtyper
Borgar i äldre tider, så kallade fornborgar, bestod mest av naturliga försvaranordningar, branta klippor, befästa med spärrvallar på lättforcerade ställen. Borgarna kunde vara byggda som vallborgar, ibland med dubblerade vallar. Fornborgarna kunde också vara konstruerade med höga kallmurar, troligen krönta av palissadverk av trä.
Fornborgar kan delas in i tillflyktsborgar och farledsborgar. De förstnämnda låg vanligen i oländiga marker en bit ifrån byarna, de senare låg som bevakning vid farleder.
Fornborgar och försvarsanordningar låg ofta i kombination med signalsystem, i form av vårdkasar. Rester av sådana försvarsanordningar och platser för signalsystem finns bevarade. Med hjälp av vårdkasar kunde man på tre dagar larma hela östersjökusten från Blekinge till Leningrad.
En borg av trä finns i Tingstädeträsk på norra Gotland, det kända Bulverket. Det byggdes på 1120-talet, men indikationer finns på äldre delar. Bulverket har sjunkit i sjön och befinner sig nu cirka 2 meter under vattenytan.
Bland annat rika frälsemän kunde bygga borgar, men oftast hade de inte råd med mer än kärntornet i sten och borgen kallas då barfredsborg eller tornborg. En annan typ, i Sverige mer sällan använd, är motteborgen. De byggdes på kullar, ofta konstgjorda, och bestod vanligen av ett försvarstorn av trä som var omgivet av vallgrav, ringmur eller jordvall med palissad.  Ett av få svenska exempel är borgen Gälakvist strax utanför det medeltida Skara.
Under senmedeltiden började kungar och huvudmännen i ätterna att ersätta huvudbyggnaden i sina borgar och gårdar med byggnader i sten som kom att kallas hus. Några av de bästa exemplen på medeltida stenhus/borgar i Sverige är Glimmingehus (påbörjat 1499) i Skåne eller Torpa stenhus (1470-talet) i Västergötland. Ett "hus" var en kombination av bostad, förråd för godsets jordbruksprodukter och försvarsverk. Murar och vallgravar var viktiga försvar mot stridande furstar men också mot bondeuppror under orättvisor och hungersår. Åbo slott är ett tydligt exempel på en välbevarad medeltida kunglig borg med en länsherre/ståthållare som vakade över kronans intressen. Runt borgarna fanns det ofta små byar, som kunde ta skydd inuti borgarna ifall borgen blev anfallen.
Fornborgar och medeltida borgar har gemensamma drag, till exempel att tjäna som skydd. Men de två typerna har olika bakgrund; enkelt uttryckt står fornborgen för en äldre nordisk byggtradition, medan den murade medeltidsborgen har rötter i antikens arkitektur.
Riksborgar var borgar byggda av statsmakten.
Ett av de borgtätaste områdena i Skandinavien är Skåne, som har mer än 150 borgar och borglämningar av olika slag från medeltid och renässans.
Ordet borg kan även användas för att beskriva borgliknande byggnader uppförda betydligt senare än ovan beskrivna och som aldrig haft någon funktion som befästningar, två kända svenska exempel är AF-borgen i Lund och LO-borgen i Stockholm.

## Försvarskyrkor
Kyrktorn kunde ibland vara ett mellanting mellan kyrka och borg, till exempel Husaby kyrka vid Kinnekulle, eller Bjälbo kyrka utanför Vadstena. Också Sankt Olofs domkyrka i Sigtuna med sitt kraftiga torn, kan anses som ett exempel på detta.
I försvarssyfte kunde också kastaler byggas strax intill kyrkan; exempel på det är kastalerna invid Gammelgarns kyrka, Fröjels kyrka och Lärbro kyrka på Gotland.
På Öland fanns dessutom på medeltiden många försvarskyrkor med torn både i kyrkans östra och västra del, så kallade klövsadelkyrkor. En bevarad försvarskyrka (som dock inte är en klövsadelskyrka) på Öland är Källa ödekyrka, som är en ovanlig kyrka därigenom att den är byggd i två våningar i försvarssyfte.
En annan typ av försvarskyrka är de rundkyrkor som finns i Stockholmsområdet, på Bornholm och Småland (sammanlagt åtta i dagens Sverige).
Försvarskyrkan som begrepp och funktion kom att kritiseras av flera forskare från slutet av 1900-talet. I dag råder en viss oenighet om hur stor roll försvarsfunktionen ska tillmätas. De flesta är dock överens om att kyrkor med arkitektoniska element som avviker från grundplanen har haft flera olika funktioner, där försvarbarhet varit en del av en större helhet.

## Kända borgar
- Conwy Castle är en borg i Wales som ingår i världsarvet.
- Castel Sant'Angelo ("Änglaborgen") är en befäst borg i Rom, som ursprungligen utgjorde kejsar Hadrianus mausoleum.